# Jeanne de Tignonville
 (juillet 2012).
Si vous disposez d'ouvrages ou d'articles de référence ou si vous connaissez des sites web de qualité traitant du thème abordé ici, merci de compléter l'article en donnant les références utiles à sa vérifiabilité et en les liant à la section « Notes et références ».
Jeanne du Monceau de Tignonville, baronne de Panjas, fut une maîtresse du roi de Navarre et futur roi de France Henri IV.

## Biographie
Fille de Lancelot du Monceau de Tignonville, seigneur de Tignonville (Loiret) et de Marguerite de Selve (fille de Jean de Selve (1465-1529), premier président du Parlement de Paris), gouvernante de Catherine de Bourbon (1559-1604), sœur d'Henri IV.
Amie d'enfance d'Henri qu'elle nommait encore « Navarre », elle eut une relation avec celui-ci dans les années 1577 et 1578. Elle eut également une courte relation avec Brantôme. Le roi la maria le 7 février 1582 à Paris, à François-Jean-Charles de Pardaillan, baron de Pardaillan et de Panjas, décédé en 1598, pour qu'elle cède à ses avances. Henri et ses contemporains la surnommaient « La petite Tignonville ».

## Descendance
De son mariage avec François de Pardaillan, elle a six enfants :
– Henri de Pardaillan (1582-?) ;
– Louis de Pardaillan (1583-1607) ;
– Henri de Pardaillan (1587-?) ;
– Henriette de Pardaillan (1590-1609) ;
– Catherine de Pardaillan (née en 1592), vicomtesse de Pardaillan, mariée le 15 avril 1609 avec Gédéon d'Astarac, baron de Fontrailles, mort en 1610. Elle se remarie le 13 novembre 1611 avec Henri de Baudéan, comte de Parabère ;
– Jeanne de Pardaillan (née en 1599).

## Filmographie
Son personnage apparaît dans le film de Jean-Charles Tacchella, Dames galantes (1990), dans lequel elle est interprétée par Éva Grimaldi.

### Sources et bibliographie
- Raymond Ritter, La Petite Tignonville. Bordeaux,  éd. Delmas. 1945.